# Политички систем Републике Српске
Република Српска је један од два равноправна ентитета у Босни и Херцеговини. Она је јединствен и недјељив уставноправни ентитет који самостално обавља своје уставотворне, законодавне, извршне и судске функције.
Припадају јој све државне функције и надлежности осим оних које су изричито у надлежности институција Босне и Херцеговине. Овлашћена је да може успостављати специјалне паралелне односе са Србијом.

## Конститутивност народа
Конститутивни народи у Републици Српској су Срби, Бошњаци и Хрвати. Они заједно са групом Осталих равноправно и без дискриминације учествују у вршењу власти. Заступљени су по клубовима у Вијећу народа Републике Српске гдје остварују и штите своје виталне националне интересе.
Према Уставу, службени језици су језик српског народа, језик бошњачког народа и језик хрватског народа, а службена писма су ћирилица и латиница.
Конститутивни народи и Остали, као грађани Републике, имају држављанство Републике Српске.

## Организација Републике

### Предсједник
Предсједник Републике Српске представља Републику и изражава њено државно јединство.
Он предлаже Народној скупштини кандидата за предсједника Владе, за предсједника и судије Уставног суда на предлог Високог судског и тужилачког савјета, указом проглашава законе, даје помиловања, додјељује одликовања и признања.
Предсједник Републике својим указом, на предлог Владе, поставља и опозива шефове представништава Републике Српске у иностранству и предлаже амбасадоре и друге међународне представнике Босне и Херцеговине из Републике Српске.
Предсједник Републике је и предсједник Сената Републике Српске, савјетодавног тијела највиших републичких институција. Ради обављања послова из своје надлежности може формирати савјетодавна тијела и стручне службе. У раду му помажу и два потпредсједника Републике који долазе из различитих конститутивних народа у односу на њега.
Бира се директно са кандидатске листе и мандат му траје четири године. Приликом ступања на дужност полаже заклетву пред Народном скупштином.
Актуелна предсједница Републике Српске је Жељка Цвијановић.

### Народна скупштина
Народна скупштина Републике Српске је, заједно са Вијећем народа Републике Српске, носилац уставотворне и законодавне власти у Републици Српској.
Она одлучује о промјени Устава, доноси законе и друге опште акте, доноси буџет, завршни рачун, план развоја и просторни план, утврђује територијалну организацију, расписује републички референдум, одлучује о задужењу, бира, именује и разрјешава функционере, врши контролу над радом Владе, даје амнестију.
Народна скупштина бира и делегате из Републике у Дом народа Парламентарне скупштине Босне и Херцеговине и ратификује споразуме које Република закључи са државама и међународним организацијама уз пристанак Парламентарне скупштине Босне и Херцеговине.
У области заштите виталних националних интереса конститутивних народа у законодавној процедури, поред Народне скупштине постоји и Вијеће народа Републике Српске састављено од клубова конститутивних народа и клуба Осталих. Закони и други прописи које изгласа Народна скупштина, а који се тичу питања виталног националног интереса било којег од конститутивних народа ступају на снагу тек након усвајања у Вијећу народа.
Народна скупштина има 83 народна посланика који се бирају по изборним јединицама утврђеним законом. Мандат им траје 4 године. Часништво Народне скупштине чини предсједник и два до четири потпредсједника.
Право предлагања закона, других прописа и општих аката имају предсједник Републике, Влада, сваки народни посланик или најмање 3.000 бирача. Народна скупштина може одлучити да о појединим питањима из своје надлежности одлуку донесе након претходног изјашњавања грађана на референдуму. Одлучује већином гласова свих народних посланика, ако Уставом није предвиђена посебна већина.
Актуелни сазив Народна скупштина Републике Српске је шести по реду од оснивања Републике Српске.

### Влада
Влада Републике Српске је носилац извршне власти у Републици Српској.
Она предлаже законе и друге опште акте, план развоја, просторни план, буџет и завршни рачун, спроводи и извршава законе, утврђује унутрашњу организацију министарстава и других републичких органа и организација, врши надзор над њима. Влада одлучује и о образовању представништава Републике Српске у иностранству.
Владу сачињавају предсједник, потпредсједници и министри. Кандидат за предсједника Владе излаже Народној скупштини програм Владе и предлаже њен састав. Влада је изабрана ако је за њен избор гласала већина од укупног броја народних посланика.
Актуелни предсједник Владе Републике Српске је Радован Вишковић.

### Уставни суд
Уставни суд Републике Српске одлучује о сагласности закона и других општих аката са Уставом Републике Српске.
Он рјешава сукоб надлежности између органа законодавне, извршне и судске власти, као и између органа Републике, града и општине. Одлучује и о сагласности програма, статута и других општих аката политичких организација са Уставом и законом.
Уставни суд Републике Српске има девет чланова. Предсједник и судије Уставног суда уживају имунитет као и народни посланици.
При Уставном суду постоји и Вијеће за заштиту виталног интереса које одлучује о предметима које му прослиједи Вијеће народа Републике Српске или клубови конститутивних народа и клуб Осталих унутар њега. Оно се састоји из седам чланова, два из сваког конститутивног народа и један из реда Осталих.

### Судови и тужилаштва
Судску власт у Републици Српској врше судови. Они су самостални и независни и суде на основу Устава и закона. Дужни су да штите људска права и слободе, утврђена права и интересе правних субјеката и законитост.
Врховни суд Републике Српске је највиши суд у Републици и он обезбјеђује јединствену примјену закона. Испод њега постоје окружни судови, а затим и основни судови. За привредне спорове постоје окружни привредни судови и Виши привредни суд Републике Српске.
Јавна тужилаштва су самостални државни органи који гоне учиниоце кривичних и других кажњивих дјела и улажу правна средства ради заштите законитости. На нивоу Републике постоји Републичко тужилаштво Републике Српске, а испод њега се налазе окружна тужилаштва.
Све судије, укључујући и предсједнике судова, јавне тужиоце и замјенике јавних тужилаца именује и разрјешава Високи судски и тужилачки савјет Босне и Херцеговине.

## Спољни односи
Република Српска је члан Европске скупштине регија (енгл. Assembly of European Regions AER) која пружа подршку регијама у процесу европског проширења. Потписала је неколико споразума о сарадњи, као нпр. споразум са федералним градом Санкт Петербургом (Русија), Регијом Венето и Провинцијом Ди Белуно (Италија) и Округом Тромс (Норвешка).
Влада Републике Српске је у циљу унапређења свих облика сарадње са институцијама и организацијама у иностранству основала 9 привредних представништава (Белгија, Израел, Русија, Србија, Њемачка, Аустрија, Грчка, Сједињене Америчке Државе и Кипар).
До сада, од стране Владе Републике Српске је било упућено пет извјештаја Савјету безбједности Организације уједињених нација који су се односили на стање ствари у Републици Српској и Босни и Херцеговини.
Бивши предсједник Републике Српске Милорад Додик је 7. јуна 2011. боравио у Риму гдје се састао са предсједником Владе Републике Италије Силвијем Берлусконијем.